# Gabriel Salazar
Gabriel Salazar (Xile, 1936) és un historiador xilè, l'exponent més important de la historiografia d'esquerres d'aquest país.
Va estudiar història a la Universitat de Xile (1960, realitzant de manera paral·lela estudis sobre filosofia i sociologia. Sent un home d'esquerres va ingressar al MIR el 1970, convertint-se en un dels seus dirigents.
Posteriorment al cop d'estat de 1973 va ser detingut i conduït al centre de detencions Villa Grimaldi, d'on va sortir el 1976, partint al Regne Unit, país que li va oferir una beca per continuar els seus estudis, obtenint un doctorat d'Història Econòmica i Social a la Universitat de Hull.
Va tornar a Xile junt amb la seva família el 1985, editant aquest any el seu llibre més important: "Labradores, Peones y Proletarios", que ha sigut reconegut com una de les aportacions historiogràfiques més importants i innovadores dels últims temps.
Treballa com a professor d'Història de Xile Contemporània i Història Social de Xile a la Universitat de Xile. També treballa a la Universitat ARCIS, on actualment és el director del Programa de Mestria de Ciències Socials.
La seva aportació més important a la historiografia del país és haver fundat i ser un dels principals exponents de la Història Social, branca historiogràfica que es dedica a estudiar el subjecte popular i investigar sobre els fets socials des de la visió de les classes més baixes de la societat.
Destaquen els seus estudis sobre el subjecte popular del segle xix i les seves investigacions sobre els moviments socials a través del segle xx.

## Obres
- Labradores, Peones y Proletarios (1985)
- Violencia Política Popular en las Grandes Alamedas (1990)
- Los Intelectuales, los Pobres y el Poder (1995)
- Autonomía, Espacio y Gestión (1998)
- Manifiesto de Historiadores (compilador) (1999)
- Historia Contemporánea de Chile (Junto con Julio Pinto) (1999)
- Ferias libres: espacio residual de soberanía popular (2002)
- Historia de la acumulación capitalista en Chile (2003)
- La Construcción del Estado en Chile (1800-1830) (2006)